# Archibald Campbell, I duca di Argyll
Archibald Campbell, I duca di Argyll, X conte di Argyll (25 luglio 1658 – 25 settembre 1703), è stato un nobile scozzese, Pari di Scozia.

## Biografia
Era il figlio maggiore di Archibald Campbell, IX conte di Argyll e di Maria Stuart, figlia di James Stuart, IV conte di Moray.
Cercò di recuperare le proprietà del padre, schierandosi a favore di Giacomo II. Tuttavia, dopo aver fallito, sostenne Guglielmo e Maria, con questo supporto riuscì ad ottenere le proprietà di suo padre. Successivamente venne nominato membro del consiglio privato.
Nel 1701 venne nominato duca.
Alla sua morte nel 1703, venne sepolto nella chiesa parrocchiale di Kilmun.

## Matrimonio
Il 12 marzo 1678, sposò Elizabeth Tollemache, (figlia di Elizabeth e Lionel Tollemache, III Baronetto di Helmingham, a Edimburgo. Ebbero tre figli:
- John Campbell, II duca di Argyll (10 ottobre 1680 - 4 ottobre 1743);
- Archibald Campbell, III duca di Argyll (giugno 1682 - 15 aprile 1761);
- Lady Anne Campbell (1696 - 20 ottobre 1736), sposò in prime nozze James Stuart, II conte di Bute, e in seconde nozze Alexander Fraser.

## Ascendenza
|                                          |                                  |                                      | Genitori                            |  |  | Nonni |  |  | Bisnonni                                |  |  | Trisnonni                          |  |
|                                          |                                  |                                      |                                     |  |  |       |  |  | Archibald Campbell, VII conte di Argyll |  |  | Colin Campbell, VI conte di Argyll |  |
|                                          |                                  |                                      |                                     |  |  |       |  |  | Archibald Campbell, VII conte di Argyll |  |  | Colin Campbell, VI conte di Argyll |  |
|                                          |                                  | lady Anne Keith                      |                                     |  |  |       |  |  | Archibald Campbell, VII conte di Argyll |  |  |                                    |  |
| Archibald Campbell, I marchese di Argyll |                                  |                                      |                                     |  |  |       |  |  | Archibald Campbell, VII conte di Argyll |  |  |                                    |  |
|                                          |                                  | lady Agnes Douglas                   | William Douglas, VI conte di Morton |  |  |       |  |  |                                         |  |  |                                    |  |
|                                          |                                  | lady Agnes Douglas                   | William Douglas, VI conte di Morton |  |  |       |  |  |                                         |  |  |                                    |  |
|                                          |                                  | lady Agnes Douglas                   | lady Agnes Leslie                   |  |  |       |  |  |                                         |  |  |                                    |  |
| Archibald Campbell, IX conte di Argyll   |                                  | lady Agnes Douglas                   |                                     |  |  |       |  |  |                                         |  |  |                                    |  |
|                                          |                                  | William Douglas, VII conte di Morton | Robert Douglas                      |  |  |       |  |  |                                         |  |  |                                    |  |
|                                          |                                  | William Douglas, VII conte di Morton | Robert Douglas                      |  |  |       |  |  |                                         |  |  |                                    |  |
|                                          |                                  | William Douglas, VII conte di Morton | Jean Lyon                           |  |  |       |  |  |                                         |  |  |                                    |  |
| lady Margaret Douglas                    |                                  | William Douglas, VII conte di Morton |                                     |  |  |       |  |  |                                         |  |  |                                    |  |
|                                          |                                  | lady Anne Keith                      | George Keith, V conte maresciallo   |  |  |       |  |  |                                         |  |  |                                    |  |
|                                          |                                  | lady Anne Keith                      | George Keith, V conte maresciallo   |  |  |       |  |  |                                         |  |  |                                    |  |
|                                          |                                  | lady Anne Keith                      | Margaret Home                       |  |  |       |  |  |                                         |  |  |                                    |  |
| Archibald Campbell, I duca di Argyll     |                                  | lady Anne Keith                      |                                     |  |  |       |  |  |                                         |  |  |                                    |  |
|                                          | James Stuart, III conte di Moray | James Stuart, II conte di Moray      |                                     |  |  |       |  |  |                                         |  |  |                                    |  |
|                                          | James Stuart, III conte di Moray | James Stuart, II conte di Moray      |                                     |  |  |       |  |  |                                         |  |  |                                    |  |
|                                          | James Stuart, III conte di Moray | lady Elizabeth Stuart                |                                     |  |  |       |  |  |                                         |  |  |                                    |  |
| James Stuart, IV conte di Moray          | James Stuart, III conte di Moray |                                      |                                     |  |  |       |  |  |                                         |  |  |                                    |  |
|                                          |                                  | lady Anne Gordon                     | George Gordon, I marchese di Huntly |  |  |       |  |  |                                         |  |  |                                    |  |
|                                          |                                  | lady Anne Gordon                     | George Gordon, I marchese di Huntly |  |  |       |  |  |                                         |  |  |                                    |  |
|                                          |                                  | lady Anne Gordon                     | lady Henrietta Stuart               |  |  |       |  |  |                                         |  |  |                                    |  |
| lady Mary Stuart                         |                                  | lady Anne Gordon                     |                                     |  |  |       |  |  |                                         |  |  |                                    |  |
|                                          |                                  | Alexander Home, I conte di Home      | Alexander Home, V signore di Home   |  |  |       |  |  |                                         |  |  |                                    |  |
|                                          |                                  | Alexander Home, I conte di Home      | Alexander Home, V signore di Home   |  |  |       |  |  |                                         |  |  |                                    |  |
|                                          |                                  | Alexander Home, I conte di Home      | Agnes Gray                          |  |  |       |  |  |                                         |  |  |                                    |  |
| lady Margaret Home                       |                                  | Alexander Home, I conte di Home      |                                     |  |  |       |  |  |                                         |  |  |                                    |  |
|                                          |                                  | Mary Sutton                          | Edward Sutton, V barone Dudley      |  |  |       |  |  |                                         |  |  |                                    |  |
|                                          |                                  | Mary Sutton                          | Edward Sutton, V barone Dudley      |  |  |       |  |  |                                         |  |  |                                    |  |
|                                          |                                  | Mary Sutton                          | Theodosia Harington                 |  |  |       |  |  |                                         |  |  |                                    |  |
|                                          |                                  | Mary Sutton                          |                                     |  |  |       |  |  |                                         |  |  |                                    |  |